# Полынный Лог
Полынный Лог — деревня в Целинном муниципальном округе Курганской области России.

## География
Деревня находится на юго-западе Курганской области, в пределах юго-западной части Западно-Сибирской равнины, в лесостепной зоне, к северу от реки Чёрной, на расстоянии примерно 22 километров (по прямой) к югу от села Целинного, административного центра округа.

### Климат
Климат характеризуется как резко континентальный, с холодной продолжительной малоснежной зимой и жарким сухим летом. Средняя продолжительность безморозного периода составляет 113 дней. Среднегодовое количество атмосферных осадков — 397мм.

## Население
| 1989 | 2002 | 2010 |
| ---- | ---- | ---- |
| 165  | ↗196 | ↘96  |

### Национальный состав
Согласно результатам Всероссийской переписи населения 2002 года, в национальной структуре населения русские составляли 64 %.